# MU Artspace
MU Artspace är en konstinstitution i Eindhoven i Nederländerna, som grundades 1998.
MU Artspace har en utställningslokal och engagerar konstnärer i utställningsprojekt. Det är sedan 2014 lokaliserat till Gerard Strijp S-huset i Eindhoven.
MU Artspace har sitt namn efter det japanska tecknet "mu", som betyder "synergi".
Verksamheten får ekonomiskt stöd av Eindhovens stad, provinsen North-Brabant och Nederländernas kultur- och vetenskapsministerium. 